# Michael Albus
Michael Albus (* 17. März 1942 in Bühl / Baden) ist ein deutscher Theologe, TV-Journalist und Buchautor.
Albus studierte 1964 bis 1969 Germanistik und Theologie in Freiburg im Breisgau, er promovierte bei Klaus Hemmerle. 1971 bis 1976 leitete er die Referate für Presse und Publizistik sowie Kultur beim Zentralkomitee der deutschen Katholiken, danach leitete er bis 1985 die Redaktion Kirche und Leben (kath.) beim ZDF. Bis 1998 war er Leiter der Hauptredaktion „Kinder, Jugend und Familie“ beim ZDF.
Albus ist der Autor zahlreicher Dokumentationen und Reportagen, er war Kommentator in „heute“ und „heute-journal“ und Moderator von Magazinsendungen und Live-Diskussionen. Bekannt wurde Albus durch drei Kulturreportagereihen, „Wohnungen der Götter“ über die Heiligen Berge der Weltreligionen (zusammen mit Reinhold Messner) und über „Frühe Stätten der Christenheit“ auf den Spuren des Apostels Paulus und „Wohnungen Gottes“, über mystische Orte der drei monotheistischen Religionen. 
Von der Gründung im Jahr 2000 bis zum März 2020 war Albus verantwortlicher redaktioneller Leiter der Zeitschrift Ost-West – Europäische Perspektiven. Seit 2002 ist er Honorarprofessor für Religionsdidaktik der Medien an der Theologischen Fakultät der Albert-Ludwigs-Universität Freiburg.
Im Februar 2011 unterzeichneten mehr als 150 Theologen aus Deutschland, Österreich und der Schweiz – darunter auch Albus – ein von einem achtköpfigen Redaktionsteam verfasstes Memorandum Kirche 2011: Ein notwendiger Aufbruch, in dem neben der Zulassung von Frauen im kirchlichen Amt und die Beteiligung des Kirchenvolks bei der Ernennung von Pfarrern und Bischöfen auch das Ende des Zölibats gefordert wurde.

## Publikationen
- Die Wahrheit ist Liebe. Zur Unterscheidung des Christlichen nach Hans Urs von Balthasar. Freiburg 1976
- Das Wagnis der Freiheit. Christen unterm Halbmond. Aachen 1983
- Reihe Lebenswege: Ruth Pfau. Ein Leben gegen den Aussatz. Düsseldorf 1984
- Lucien Bidaud. Das verschwendete Leben. Düsseldorf 1984
- Paulo Evaristo Arns. Ich trage keinen Purpur. Düsseldorf 1985
- Scalabrini. Gott geht alle Wege mit. Düsseldorf 1985
- Philomena Franz. Die Liebe hat den Tod besiegt. Düsseldorf 1988
- Rupert Neudeck und das Komitee Cap Anamur. Arche in der Flut. Düsseldorf 1989
- Die Welt ist voller Hoffnung. Lexikon der guten Initiativen. Mainz 1984
- mit Paul Michael Zulehner: Nur der Geist macht lebendig. Zur Lage der Kirche in Deutschland nach 20 Jahren Konzil und 10 Jahren Synode. Mainz 1985
- Worte wie Brot. Ein Text, der meinem Leben Mitte gibt. München 1987
- Hermann Kardinal Volk. Im Gespräch mit Michael Albus. Stuttgart 1988
- Feuer in der Nacht. Ein Lesebuch zur Zukunft von Glaube und Kirche. Düsseldorf 1988
- Nehmt ihr mich auf? Kinder zwischen Angst und Hoffnung. (Über die Straßenkinder von Bogotá), München 1988
- Die Reise zu den Kindern. Kolumbianisches Tagebuch. München 1989
- mit Peter Härtling: Kinder einer Erde. Düsseldorf 1990
- mit Peter Härtling, Rupert Neudeck: Treibsand. Menschen auf der Flucht. 1990
- Kinder aus der Nacht. 1992
- Hanna-Renate Laurien, Eugen Drewermann (Hrsg.): Fragen an das Glaubensbekenntnis. (ZDF-Diskussion als Buch bearbeitet), 1992
- Eugen Drewermann, Eugen Biser (Hrsg.): Welches Credo? 1993, (Übersetzung ins Tschechische)
- Wege nach oben. Bergmeditationen. 1993
- Kirche vor dem Infarkt. 1993
- Gezeiten. Vom Vorkommen und Verschwinden Gottes. 1993
- Terra X. Expedition ins Unbekannte. Mumien Magier Meuterer. Darin: Chimborazo-Mit Reinhold Messner auf der Humboldt-Route, 1993
- Politik und Glaube. (Hrsg. zusammen mit Jürgen Hoeren). Eine schwierige Beziehung. Mit Beiträgen von Kurt Biedenkopf, Franz Kamphaus, Wolfgang Thierse, Christa Nickels, 1994
- Eugen Drewermann, Friedrich Schorlemmer (Hrsg.): Tod oder Leben – Vom Sinn und Unsinn des Gottesglaubens. 1995, Übersetzung ins Niederländische
- mit Bernardin Schellenberger: Glaubens A und O. 1995
- Das Christentum am Ende der Moderne. (Hrsg. und Autor), Zur Frage der Zukunft des Christentums, 1996
- Reinhold Messner: Die Grenzen der Seele wirst du nicht finden. Michael Albus im Gespräch mit einem modernen Abenteurer. 1996
- Die unbekannte Religion. Auf der Suche nach dem Christentum. 1997
- Wenn Gott ins Leben einbricht. (Hrsg. und Autor), Zeugnisse aus drei Jahrtausenden, 1999
- Ruth Pfau: Wer keine Tränen hat. (Hrsg. und Mitautor), 1999
- mit Bernardin Schellenberger: Der Zauber des Alltäglichen. 2001
- Stundenbuch der Wüste. 2001
- Wohnungen der Götter. Heilige Berge. Mit einem Vorwort von Hans Küng (Bildband), 2002
- Stundenbuch der Berge. 2002
- Franz von Assisi: Zur Flamme werden. Weisheiten des Herzens. 2003
- mit Bernardin Schellenberger: Worte aus der Wüste. Sprüche der Wüstenväter. 2003
- Wo Gott zuhause ist. Mystische Orte der Weltreligionen. (Islam/Konya, Judentum/New York, Christentum/Taizé) (Bildband), 2004
- Fährmann zwischen den Ufern. Michael Albus im Gespräch mit dem Verleger Hermann Herder, 2006
- Taizé. Die Einfachheit des Herzens. Das Vermächtnis von Frère Roger. 2006
- (Hrsg.): Ruth Pfau: Liebe und tu, was du willst. Wege meines Lebens. 2006
- Auf den Spuren des Apostels Paulus. Frühe Stätten der Christenheit. (Bildband), 2006
- Kirche nach dem Infarkt. Von der Zukunft der Religion. 2007
- (Hrsg.): Ohne Opfer kein Friede. Hörbuch/Autorenlesung CD. 2007
- (Hrsg.): Keine Angst, glaube nur. Das Eugen Biser-Lesebuch. 2008
- (Hrsg.): Reinhold Schneider-Lesebuch. Texte eines radikalen Christen. 2008
- An ihren Worten werdet ihr sie erkennen. Zwischenrufe zum Zeitgeist. 2008
- Katholisch. Schwul. David Berger: Schluss mit dem heiligen Schein. Claudius Verlag, März 2015, ISBN 978-3532624739
- Alles ist Übergang. Leben auf einer Palliativstation. Butzon & Bercker, 2015.
- Ins Offene gehen. Schritte einer lebenstauglichen Spiritualität, Patmos Verlag, 2019
- mit Martin Weber: Begleiter in der Dunkelheit. Martin Weber im Gespräch mit Michael Albus. Als Arzt auf einer Palliativstation. Patmos Verlag, 2022.